# Pterostichus mexicanus
Pterostichus mexicanus är en skalbaggsart som beskrevs av Maximilien de Chaudoir. Pterostichus mexicanus ingår i släktet Pterostichus och familjen jordlöpare. Inga underarter finns listade i Catalogue of Life.